# Jóvalcsel
Jóvalcsel (románul: Vâlcele Bune) település Romániában, Erdélyben, Hunyad megyében.

## Fekvése
Pusztakalántól délkeletre fekvő település.

## Története
Jóvalcsel, koorábban Jópatak nevét (néha a szomszédos Pokolvalcsellel (Gonoszpatak) együtt említve) 1453-ban és 1458-ban p. Jopathak, Gonozpathak, 1503-ban p. Jowalchal, Pokolwalchal 1524-ben p. Jowalcha, Pokolwalcha, 1733-ban Jo-Valcsal, 1750-ben Velcselele bunye, 1760–1762 között Valcsel, 1808-ban Valcsel (Jó-), 1861-ben Jó-Valcsel, 1913-ban pedig már Jóvalcsel néven írták.
1453-ban Jópatak és Gonoszpatak Déva vár tartozékai közé tartozott. 1458-ban birtokosai a Brettyei, az Oláhbrettyei Pogány, az Ellyőfalvi Erdélyi,
a Kolonity ~ Kolonity Horvát, a Barcsai, a Márgai és a Szecseli ~ Szacsali családok voltak.
A trianoni békeszerződés előtt Hunyad vármegye Hátszegi járásához tartozott.
1910-ben 949 lakosából 2 magyar, 947 román volt. Ebből 298 görögkatolikus, 648 görögkeleti ortodox volt.

## Források

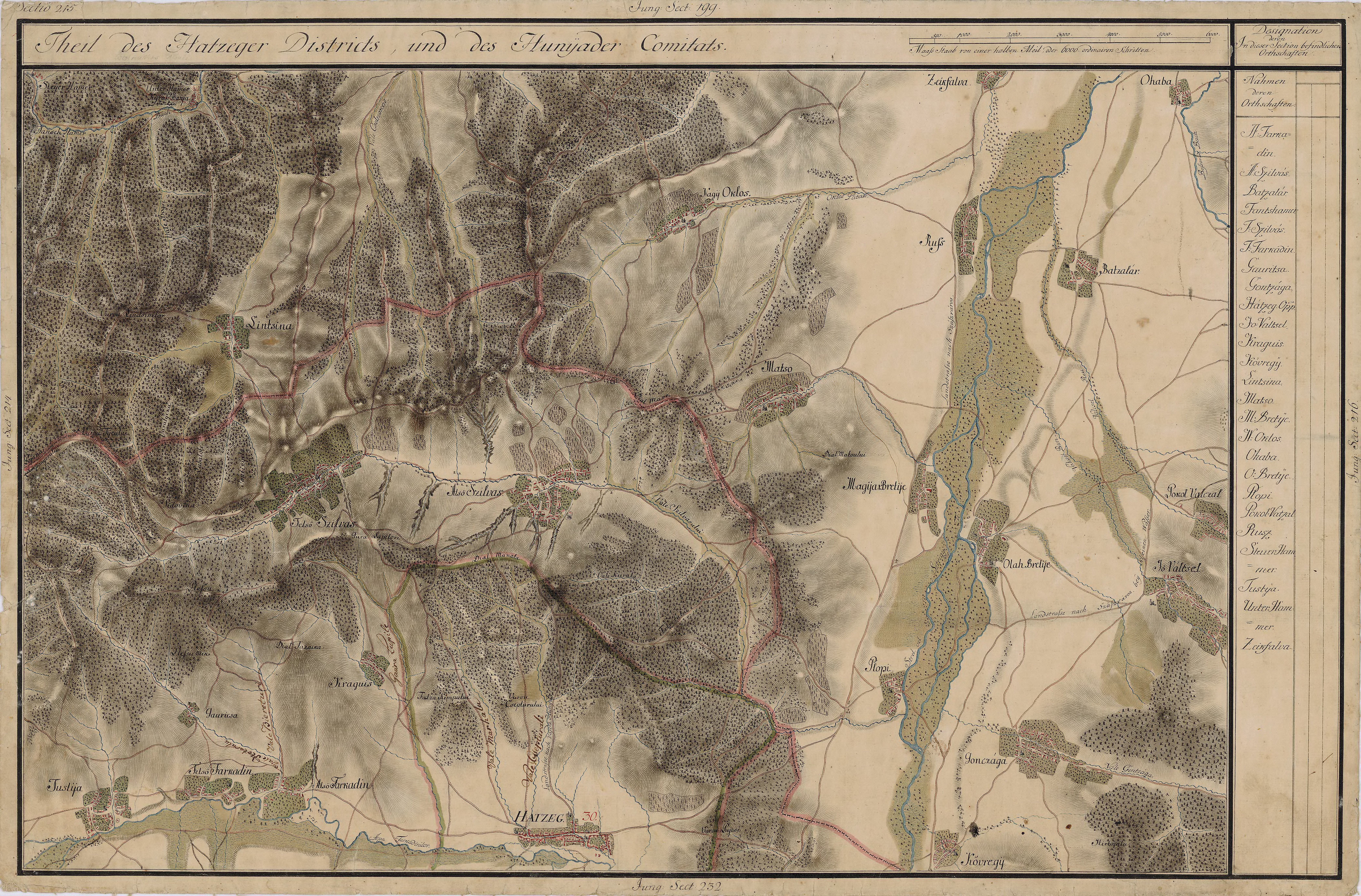
Jóvalcsel egy régi térképen